# Batalla de la Presa de Mosul
La batalla para recuperar la Presa de Mosul sin dañarla comenzó temprano en la mañana del 16 de agosto de 2014 entre kurdos y militantes de ISIS. Las fuerzas kurdas usaron morteros y explosivos en el norte de Irak. El humo se elevaba en el horizonte procedente de edificios en llamas y el sonido de las explosiones resonó cerca de la Presa de Mosul. El desafío era de enormes proporciones: la lucha contra una feroz ofensiva para retomar la presa sin dañarla.
La Presa de Mosul fue capturada por militantes ISIL el 7 de agosto de 2014, después de que las fuerzas kurdas retrocedieran del área, después una serie de batallas en la región. Algunos oficiales americanos describieron la caída del dique como una preocupación grave, porque podía liberar una ola de 20 metros (66 pies) de altura si fuera destruido, acechando pueblos y ciudades río abajo. En consecuencia, fuerzas kurdas e iraquíes y la Fuerza Aérea de los EE. UU. lanzaron una contraofensiva para retomar el dique.

## Acontecimientos
El 16 de agosto de 2014, la Fuerza Aérea de los EE. UU. lanzó ataques aéreos a las posiciones de Daesh cerca del dique, destruyendo algunos de sus equipamientos. Fuerzas kurdas también lanzaron ataques contra ISIL en el mismo día, acercando sus posiciones y abriendo la posibilidad de un ataque por tierra. El comandante kurdo, General Abdelrahman Korini, mencionó a la agencia de noticias AFP que el Peshmerga había capturado el lado oriental del dique y todavía "avanzaba". Rudaw, una organización kurda, expresó que los ataques aéreos eran "los más pesados de EE.UU. desde el inicio de ataques aéreos" contra ISIL en la última semana. Al menos 11 combatientes de ISIL fueron muertos por los ataques aéreos.
El 17 de agosto, las fuerzas kurdas afirmaron capturaron tres ciudades cerca del dique: Tel Skuf, Sharafiya y Batnaya. La coalición dirigida por EE. UU. tenía hasta ese día nueve ataques aéreos y destruyó o averió cuatro transportes blindados, siete vehículos armados, dos Humvees y un vehículo blindado. Los militantes ISIL intentaron detener a las fuerzas kurdas con dispositivos explosivos, incluyendo bombas caseras y minas terrestres.
El 18 de agosto, fuerzas iraquíes y kurdas indicaron que habían tomado el control total de la presa. El Presidente de EE. UU. de entonces, Barack Obama, también confirmó que la Presa de Mosul estaba bajo control completo kurdo e iraquí. También aseveró que el movimiento para recapturar la presa de Mosul era un "paso adelante importante " en la estrategia de largo plazo para derrotar a los militantes. Los periodistas en el área informaron que la lucha no estaba completamente finalizada.
El 19 de agosto, la batalla acabó completamente con una victoria kurdo-iraquí. El reportero de la BBC, Jim Muir, dijo que el dique había vuelto a "manos seguras" y parecía intacto.